# Гипертермия
Гипертермия (от др.-греч. ὑπερ- — «чрезмерно» и θέρμη — «теплота») — накопление избыточного тепла в организме человека и животных, сопровождающееся повышением температуры тела.
Нарушение теплового баланса может быть вызвано факторами, повышающими теплопродукцию организма или поступление тепла извне, либо затрудняющими теплоотдачу во внешнюю среду. Гипертермии наиболее подвержены дети раннего возраста и взрослые с нарушениями потоотделения. Высокая степень гипертермии может привести к острому нарушению кровообращения и высшей нервной деятельности, называемому тепловым ударом.
Иногда гипертермией называют и лихорадку — защитно-приспособительную реакцию организма в ответ на воздействие патогенных раздражителей (например, бактериальных аллергенов при инфекционных заболеваниях), приводящую к перестройке процессов терморегуляции и повышению температуры тела.
В медицине искусственная гипертермия может применяться с лечебными целями (см. Лечебная гипертермия, Пиротерапия).

## Причины гипертермии
Гипертермия возникает при максимальном напряжении физиологических механизмов терморегуляции (потоотделение, расширение кожных сосудов и др.) и, если вовремя не устранены вызывающие её причины, неуклонно прогрессирует, заканчиваясь при слишком высокой температуре тела тепловым ударом. Такое развитие событий возможно при работе в условиях нагревающего микроклимата.

## Изменения обмена веществ
Гипертермия сопровождается общим повышением и нарушениями обмена веществ. Для неё характерны потеря воды и солей.